# Novofetínino
Novofetínino (en rus: Новофетинино) és un poble de l'óblast de Vladímir, a Rússia, segons el cens del 2010 tenia 9 habitants. Pertany al districte municipal de Koltxúguino.